# Шахта «Комсомолець»
ДП "Шахта «Комсомолець» — шахта Донбасу, введена в дію у 1927 р. ДП «Артемвугілля»
Фактичний видобуток 1517/430 т/добу (1990/1999). Максимальна глибина 1070/960 (1998/1999). Протяжність підземних виробок 39,6/39,2 км (1990/1999). Розробляються пласти потужністю 0,69-1,2 м, кути падіння 57-58о.
Вугільний пил пластів вибухонебезпечний. Пласти за раптовими викидами загрозливі. Кількість очисних вибоїв 6 (1999), підготовчих 25 (1999).
Кількість працюючих: 3152/1993 осіб, в тому числі підземних 1988/1380 осіб (1990/1999).
З 2007 року на шахті був припинений видобуток вугілля. Наступного року її було передано у керування Горлівської виконавчої дирекції по ліквідації шахт, яка готує шахту до фізичної ліквідації. На той момент один  металічний копер шахти вже був повалений, стіни промислових будівель були розібрані.
Адреса: 84606, м. Горлівка, Донецька область.